# Thompsons (Texas)
Thompsons es un pueblo ubicado en el condado de Fort Bend en el estado estadounidense de Texas. En el Censo de 2010 tenía una población de 246 habitantes y una densidad poblacional de 11,42 personas por km².

## Geografía
Thompsons se encuentra ubicado en las coordenadas 29°28′54″N 95°38′13″O / 29.48167, -95.63694. Según la Oficina del Censo de los Estados Unidos, Thompsons tiene una superficie total de 21.55 km², de la cual 12.78 km² corresponden a tierra firme y (40.71%) 8.77 km² es agua.

## Demografía
Según el censo de 2010, había 246 personas residiendo en Thompsons. La densidad de población era de 11,42 hab./km². De los 246 habitantes, Thompsons estaba compuesto por el 53.25% blancos, el 36.18% eran afroamericanos, el 0% eran amerindios, el 6.5% eran asiáticos, el 0% eran isleños del Pacífico, el 2.44% eran de otras razas y el 1.63% pertenecían a dos o más razas. Del total de la población el 14.63% eran hispanos o latinos de cualquier raza.

## Educación
El Distrito Escolar Consolidado Independiente Lamar gestiona escuelas públicas.